# Carl Friedrich Schmidt
Carl (o Karl) Friedrich Schmidt (* 1811 - 1890) fue un botánico alemán.
Fue especialista en las espermatófitas. Y un reconocido dibujante y litografiador, un prolífico artista botánico que ilustró muchas de las obras botánicas germanas del siglo XIX.
En 1832 se casa con Johanne Christiane Kast.
Con Otto Karl Berg (1815-1866), publican Darstellung und Beschreibung sämtlicher in den Pharmacopoea Borussica aufgeführten offizinellen Gewächse (1853). Berg y Schmidt también publicaron Pharmacopoea Borussica aufgeführten offizinellen Gewächse in 1846.
- La abreviatura «C.F.Schmidt» se emplea para indicar a Carl Friedrich Schmidt como autoridad en la descripción y clasificación científica de los vegetales.[3]